# Райлен, Эмми
Э́мми Ма́рси Ра́йлен (англ. Emme Marcy Rylan), урождённая — Ма́рси Фейт Бе́ренс (англ. Marcy Faith Behrens; род. 4 ноября 1980, Казуэлл, Северная Каролина) — американская актриса

 и продюсер короткометражных фильмов.

## Биография
Марси Фейт Беренс родилась 4 ноября 1980 года в Провиденсе (штат Северная Каролина, США). В 2009 году она официально сменила своё имя на Эмми Марси Рилан.
Марси дебютировала в кино в 2005 году, сыграв роль Элли в телесериале «Дрейк и Джош».
С 2007 года Марси состоит в фактическом браке с Доном Мани, они помолвлены с июля 2009 года. У пары есть трое детей: два сына, Джексон Роберт Мани (род. 22.10.2009) и Леви Томас Мани (род. 03.11.2011), и дочь — Дакота Роуз Мани (род. 26.06.2017).

## Фильмография
Актриса
| Год       |     | Русское название                 | Оригинальное название          | Роль           |
| --------- | --- | -------------------------------- | ------------------------------ | -------------- |
| 2005      | с   | Дрейк и Джош                     | Drake & Josh                   | Элли           |
| 2006      | ф   | Армагеддон для Энди              | Armageddon for Andy            | Бетани Хопкинс |
| 2006      | ф   | Добейся успеха 3: Всё или ничего | Bring It On: All or Nothing    | Уинни          |
| 2006—2009 | с   | Направляющий свет                | Guiding Light                  | Лиззи Сполдинг |
| 2010—2013 | с   | Молодые и дерзкие                | The Young and the Restless     | Эбби Ньюман    |
| 2011      | кор | Импульсный чёрный                | Impulse Black                  | Скайлер Фрост  |
| 2011      | с   | Перлы моего отца                 | $h*! My Dad Says               | Ребекка        |
| 2011      | кор | История                          | History                        | Старлин        |
| 2013      | с   | C.S.I.: Место преступления       | CSI: Crime Scene Investigation | Эми Филлипс    |
| 2013—2017 | с   | Главный госпиталь                | General Hospital               | Лулу Спенсер   |
| 2015      | кор | Шевендж                          | Shevenge                       | Сэм            |
| 2016      | кор | 2БРО2б                           | 2BR02b                         | Леора Данкан   |

Продюсер
- 2015 — «Шевендж» / Shevenge